# Carlos García Cuervas
Carlos Alfredo García Cuerva (Dolores, Provincia de Buenos Aires, 3 de julio de 1915 - Ciudad de Buenos Aires 10 de enero de 1971) fue un militar, interventor federal de la Provincia de Formosa entre 1955 y 1956, tras desplazar mediante un golpe al primer gobernador después de la provincialización, el peronista Arturo Iglesias Paiz.

## Biografía
García Cuerva nació en Dolores en 1915, se enroló en el ejército en 1931, cuando tenía 16 años. En 1933 ingresó en la Escuela de Aviación Militar donde obtuvo su brevet de aviador militar en 1935.
Participó en el Revolución del 43, y también en la dictadura autodenominada Revolución Libertadora de 1955, el mismo año, fue enviado a la provincia de Formosa como interventor federal de facto. El 28 de junio de 1955 (después de la masacre de Plaza de Mayo, la primera intentona de golpe de Estado, Perón promulga la ley 14.408 provincializando el territorio), pero tras el golpe de Estado de septiembre de 1955, las medidas legales son anuladas. Durante su gobierno de facto intervendrá la legislatura provincial, perseguirá a opositores, especialmente peronistas, y desarrollara una política de represión contra los sindicatos, llegando a enviar a la gendarmería a intervenir las sedes sindicales. Formosa recién tuvo su primer gobierno constitucional en 1958.
En 1964 viajó a Chile donde residió hasta 1969. Luego viajó a Buenos Aires donde contrajo una enfermedad grave, de la cual falleció en 1971. Tenía 55 años.